# Kostel svatého Jošta (Cheb)
Římskokatolický kostel svatého Jošta (německy Sankt Jodok Kirche) byl špitální kostel v Chebu, postavený v roce 1430 v gotickém stylu a zničený v roce 1969. Byl jedním z nejstarších chebských kostelů.

## Popis stavby
Jednalo se o jednoduchou menší stavbu postavenou v gotickém stylu. Jediná loď byla obdélníkového půdorysu, a na její západní straně z ní vystupovala úzká věž krytá špičatou helmicí. Na východě vystupoval z lodi chór, a k němu z jihu přiléhala sakristie. Kostel měl dva vchody, jeden na západní a druhý na jižní straně. Na severní straně lodě byly pouze dvě okna, jedno na jižní straně a jedno malé kulaté nad vchodem na západní straně.

## Historie
Kostel byl postaven v roce 1430 měšťanskými rodinami z Chebu na tzv. Lodním předměstí, na břehu řeky Ohře. Posvěcený však byl až o deset let později, roku 1440, a to biskupem z Řezna. Ve druhé polovině 17. století byl barokně upraven. V sousedství kostela byl později postaven špitál a chudobinec. Kostel byl poškozen ve druhé světové válce. Již nebyl nikdy opraven. V roce 1953 se zřítila severní strana kostela, nebyl opraven a dál chátral. V roce 1969 dalo město zbytky kostela strhnout. Dnes se zde nachází zahrádkářská kolonie. Oltář korunování Panny Marie z tohoto kostela je dnes vystaven v galerii kostela svatého Bartoloměje v Chebu.